# イーグルネット
イーグルネット（eagle-net）は、学校法人金沢工業大学のグループである株式会社金沢総合研究所が金沢工業大学および国際高等専門学校の学生向けに運営するインターネットサービスプロバイダ。
名前は白山に生息する天然記念物・石川県の県鳥のイヌワシから。本部は金沢工業大学8号館にある。

## 沿革
- 1998年（平成10年） - サービス開始[要出典]

## 提供サービス
- ダイヤルアップIP接続サービス
- 常時接続サービス（大学と提携しているマンション、アパートのみ）